# Ria de Vigo
La Ria de Vigo és una de les ries més grans de Galícia, situada a la zona sud de la província de Pontevedra. És la més profunda i rica en nutrients de les Rías Baixas i banya els municipis de Vigo, Cangas do Morrazo, Moaña, Vilaboa, Pontevedra, Soutomaior i Redondela i en un petint enrant que de vegades es considera ja fora de la mateixa ria, Baiona, fins al cap Silleiro.

## Característiques

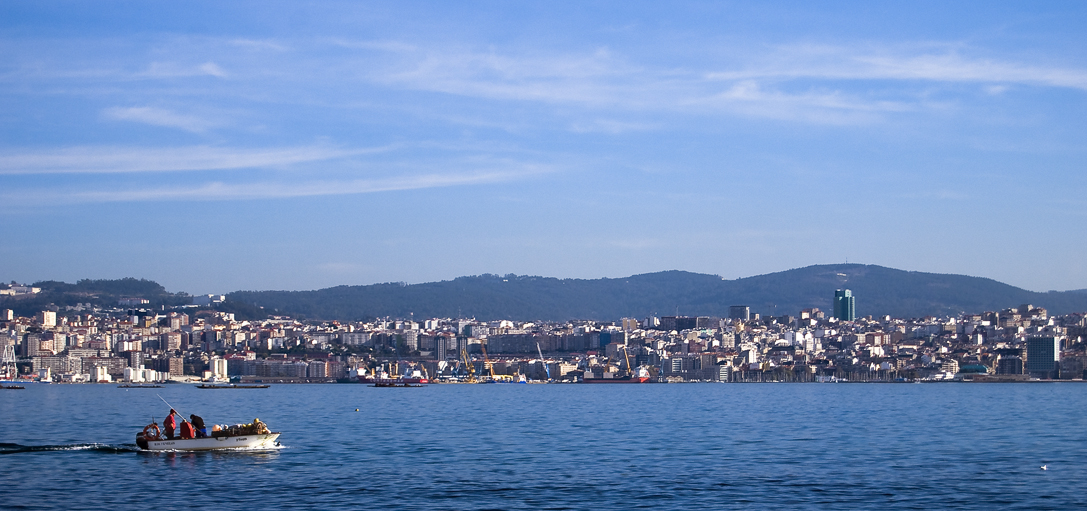
Vista de la Ria de Vigo.

És la més meridional de les Rías Baixas, i presenta una forma de falca orientada en direcció nord-est sud-oest. La seva superfície total és de 176 km², amb 33 km de llargada i de 10 km en la desembocadura entre Cabo Home i Monteferro, i 600 m en l'estret de Rande, es torna a eixamplar al fons de la ria, en l'ensenada de San Simón. El seu volum total d'aigua és de 3.117 hm³, i és la segona ria, per volum d'aigua, després de la ria d'Arousa.
La ria de Vigo és una de les ries amb més producció marina i de més qualitat del món. Això és per motiu que els vents del nord fan un aflorament de les aigües fredes que són riques en nutrients. Per la temperatura de l'aigua es formen pocs núvols a l'estiu i per això aquesta estació és relativament seca.
El port de Vigo té una alta contaminació acústica.

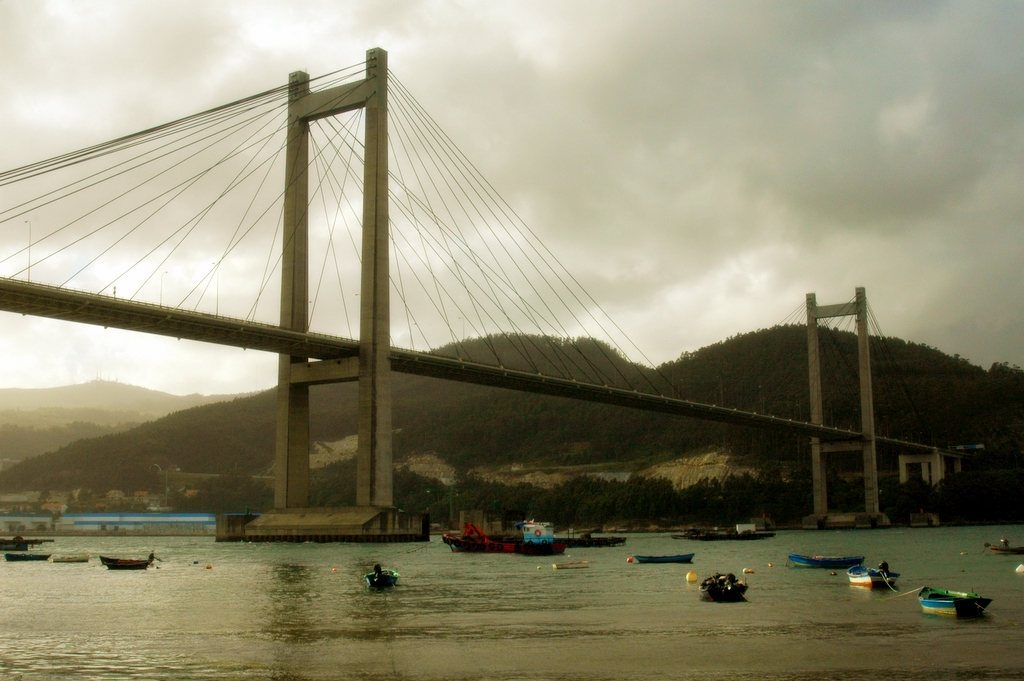
Pont de Rande.

## Rius
Els principals rius que hi desemboquen són: l'Oitavén-Verdugo, amb un cabal mitjà de 16 m³per segon, l'Alvedosa, amb 2 m³ per segon i el Lagares, amb 2,5 m³ per segon.

## Zones protegides
La ria de Vigo presenta zones legalment protegides com són les Illes Cíes, que pertanyen al Parc nacional de les Illes Atlàntiques, l'ensenada de San Simón, la Costa da Vela i la foz del riu Miñor com integrants de la Xarxa Natura 2000.

## Galeria d'imatges

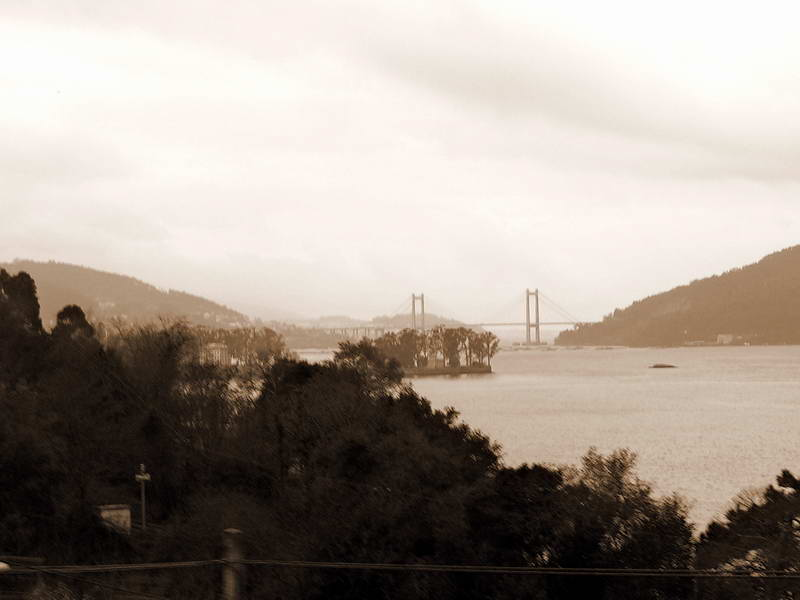
Ria de Vigo (O Viso).
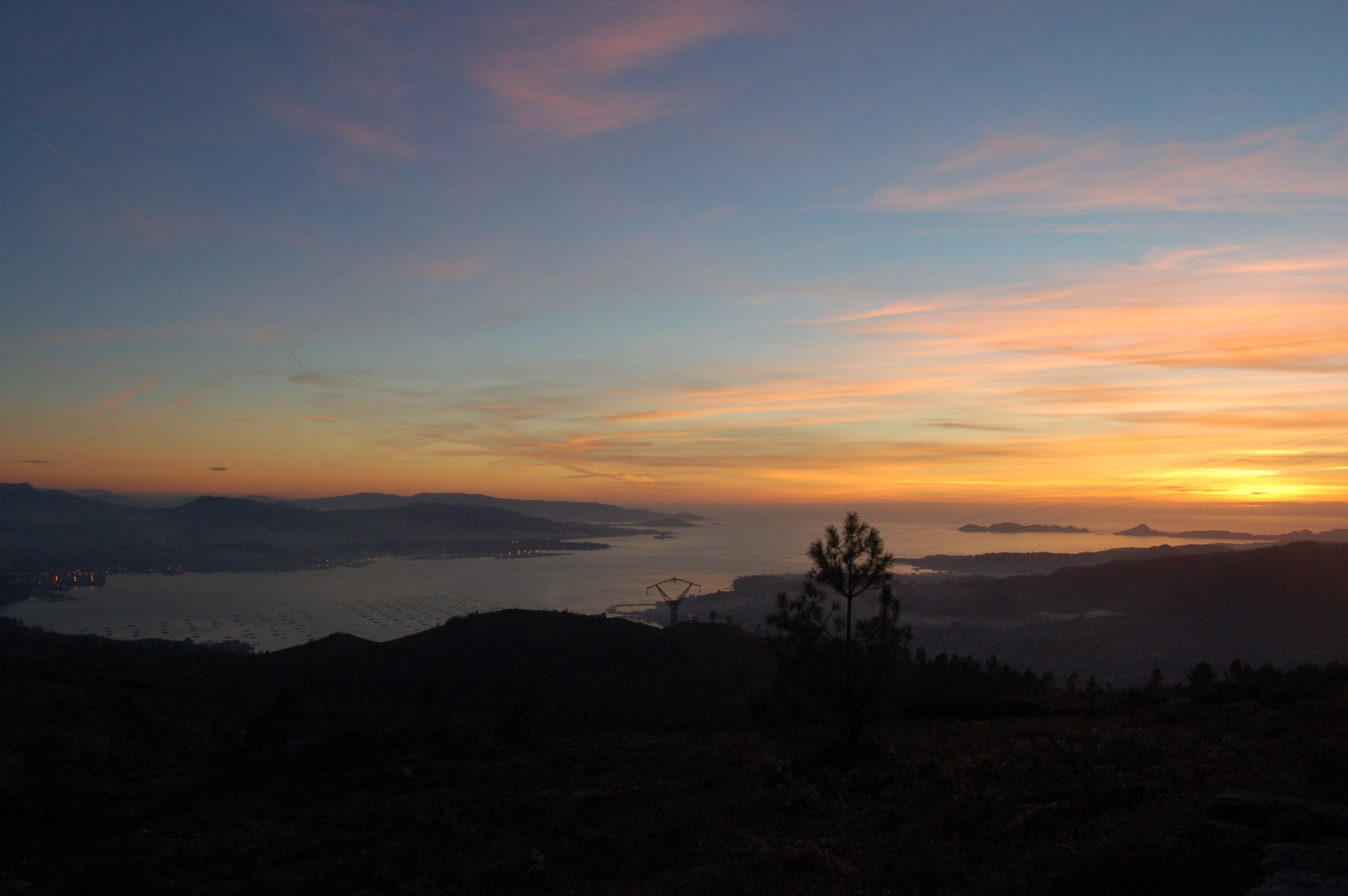
Posta de sol a la ria.
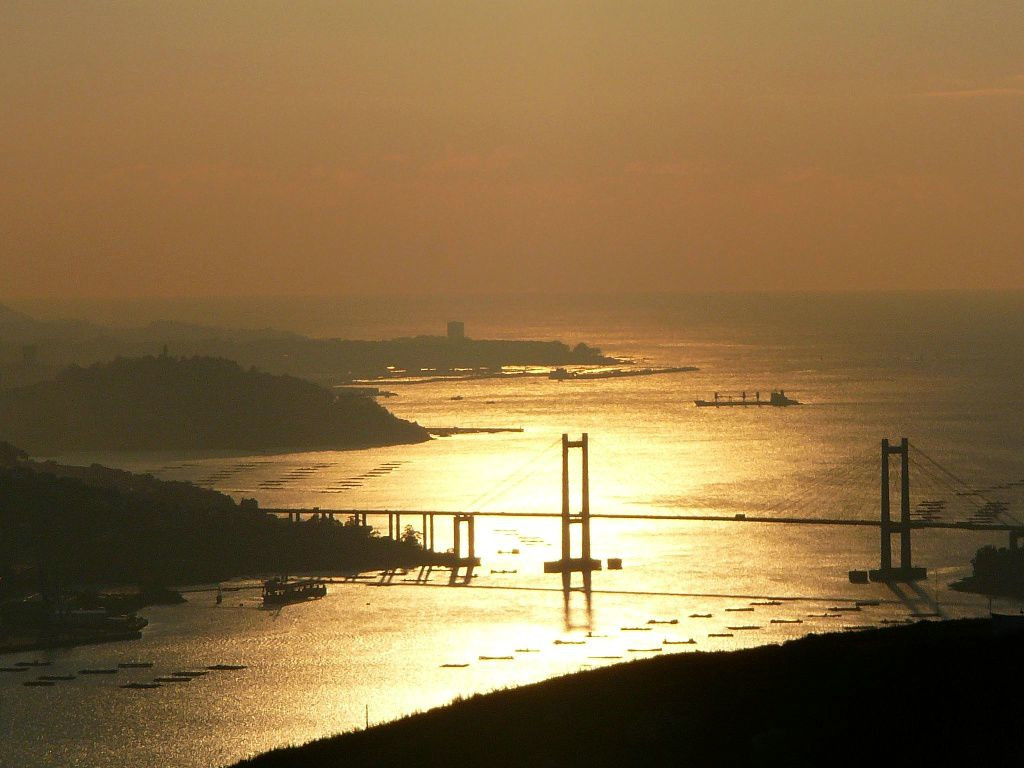
Ria i Pont de Rande.
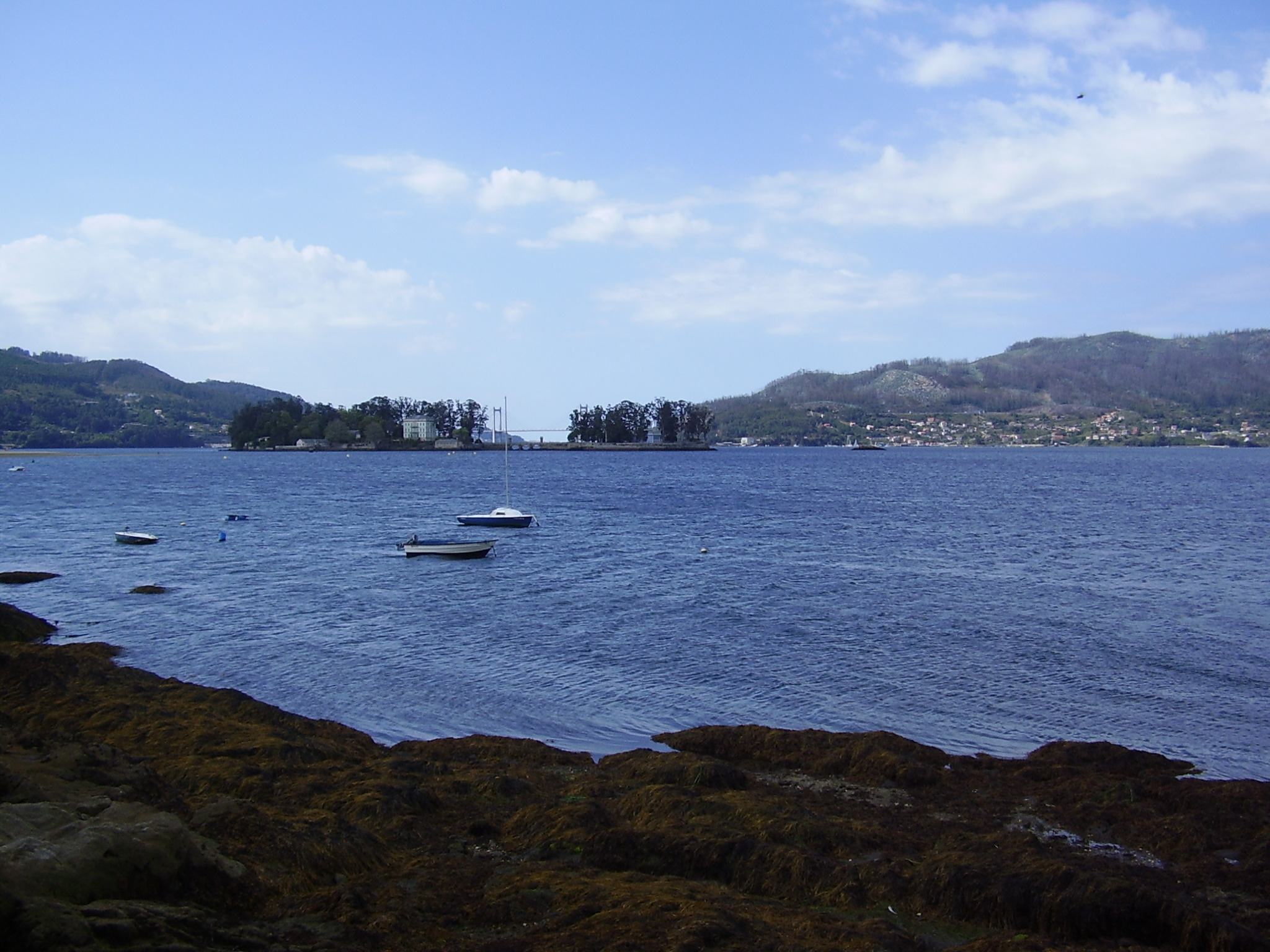
L'illa de San Simón al fons de la ria (Soutoxuste, O Viso).